# Lomavren
El lomavren (armeni: Լոմավրեն, lomavren) és una llengua mixta gairebé extinta parlada pel poble lom. Va sorgir del contacte lingüístic entre una llengua relacionada amb el romaní i el domari i l'armeni. També es coneix aquesta llengua amb el nom de bosa/boixa.

## Característiques lingüístiques
Manca de gènere gramatical i té set casos; la seva gramàtica està estretament relacionada amb la del dialecte erzerum de l'armeni, amb el vocabulari gairebé exclusivament d'origen indoari.
Numerals en les llengües romaní i domari, amb formes de sànscrit, hindi, bengalí, persa i cingalès per a la comparació. També inclou influències del grec i llatí.
A continuació es mostren els nombres bàsics en romaní, domari i lomavren, amb les formes en persa i hindi, entre d'altres, per a la comparació. En romaní, les paraules dels números 7, 8 i 9 deriven del grec:
| Números | Sànscrit | Mitanni             | Hindi | Bengalí | Romaní    | Domari | Lomavren | Grec    | Persa    | Sinhala          | Llatí           |
| ------- | -------- | ------------------- | ----- | ------- | --------- | ------ | -------- | ------- | -------- | ---------------- | --------------- |
| 1       | éka      | aika- (a-i-ka-)     | ek    | æk      | ekh, jekh | yika   | yak, yek | éna     | yak, yek | eka              | ūnus, ūna, ūnum |
| 2       | dvá      |                     | do    | dui     | duj       | dī     | lui      | dýo     | du, do   | deka             | duo, duae, duo  |
| 3       | trí      | tera-? (ti-e-ra-)   | tīn   | tin     | trin      | tærən  | tərin    | tría    | se       | thuna/thri       | trēs, tria      |
| 4       | catvā́raḥ |                     | cār   | char    | štar      | štar   | išdör    | téssera | čahār    | hathara/sathara  | quattuor        |
| 5       | páñca    | pańća-? (pa-an-za-) | pā̃c   | panch   | pandž     | pandž  | pendž    | pénte   | pandž    | paha             | quīnque         |
| 6       | ṣáṭ      |                     | chah  | chhoy   | šov       | šaš    | šeš      | éxi     | šeš      | haya/saya        | sex             |
| 7       | saptá    | satta (ša-at-ta)    | sāt   | sāt     | ifta      | xaut   | haft     | eptá    | haft     | hata/satha       | septem          |
| 8       | aṣṭá     |                     | āṭh   | āṭh     | oxto      | xaišt  | hašt     | októ    | hašt     | ata              | octō            |
| 9       | náva     | nāva- (na-a-[w]a-)  | nau   | noy     | inja      | na     | nu       | ennéa   | noh      | nawaya           | novem           |
| 10      | dáśa     |                     | das   | dosh    | deš       | des    | las      | déka    | dah      | dahaya           | decem           |
| 20      | viṃśatí  |                     | bīs   | bish    | biš       | wīs    | vist     | eíkosi  | bist     | wissa            | vīgintī         |
| 100     | śatá     |                     | sau   | eksho   | šel       | saj    | saj      | ekató   | sad      | siiya/shathakaya | centum          |